# Lenyra
Lenyra là một chi bướm đêm thuộc họ Sesiidae.

## Các loài
- Lenyra ashtaroth (Westwood, 1848)